# 王兆星
王兆星（1959年—），男，吉林人，中华人民共和国政治人物，曾任中国银行业监督管理委员会副主席，中国银行保险监督管理委员会副主席。